# Marie-Anne Robert
Marie-Anne Robert, née Roumier, en 1705 et morte à Paris le 12 janvier 1771 est une écrivaine féministe française, et l'une des premières du genre de la science-fiction féministe.
Son roman Voyage de Milord Céton dans les sept planètes, publié en 1765, est considéré comme un des premiers romans de science-fiction.
Marie-Anne Robert a également écrit sous le nom de plume de Madame de R. R.

## Biographie
D’une famille liée à Fontenelle, Marie-Anne Roumier reçoit une bonne éducation et voit ses talents d'écriture remarqués par Fontenelle. Ruinée par la banqueroute de Law, elle se retire dans un couvent avant d’épouser en 1737 Jean Paul Robert, avocat au parlement.
Dans les années 1760, Marie-Anne de Roumier-Robert publie plusieurs romans dans lesquels elle met en avant des figures de femmes usant d'un discours philosophique. Dans les Ondins, qui est un conte moral doublé d'une utopie d'amazones publié en 1768, elle défend l'idée de pouvoir choisir l'homme avec lequel une femme se marie. Son roman Nicole de Beauvais va plus loin en émettant la possibilité d'une vie autonome des femmes hors mariage. Voyage de Milord Céton dans les sept planètes, publié en 1765, est également considéré comme des premiers romans connus de science-fiction féministe,.

## Analyse de l’œuvre
Son œuvre présente une tension permanente sur la question de pouvoir à la fois être une femme et une philosophe des Lumières, alors même que les Lumières excluent les femmes de la raison.

## Œuvres
- La Paysanne philosophe ou Les aventures de madame la comtesse de ***, [S.l.s.n.], 1761-1762 (première partie, seconde partie, troisième partie, quatrième partie)
- La Voix de la nature ; ou, les aventures de Madame la marquise de ***, Amsterdam, Aux depens de la compagnie, 1764 (première partie, seconde partie, troisième partie, quatrième partie, cinquième partie)
- Les Ondins : conte moral, Paris, Nicolas-Augustin  Delalain, 1768
- Nicole de Beauvais, ou, L'amour vaincu par la reconnoissance, La Haye ; Paris, Desaint, Veuve Duchesne, Panckoucke, Delalain, 1768
- Les Voyages de Milord Céton dans les sept Planettes, La Haye, et se trouve à Paris, 1765-1766 [lire sur Wikisource]